# Film z kluczem

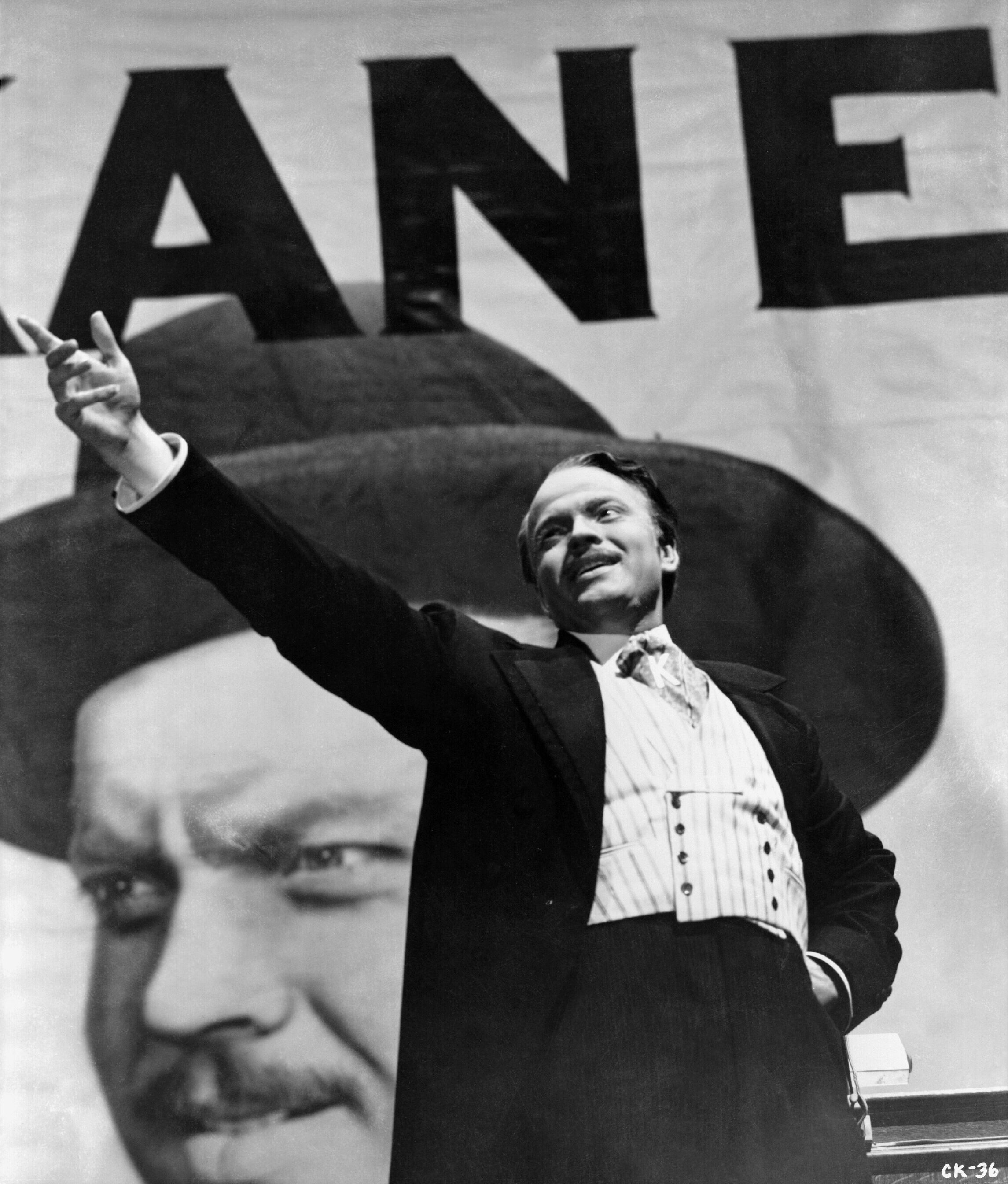
Kadr z filmu Obywatel Kane (1941)

Film z kluczem lub film à clef (fr. film‿a kle) – film opisujący prawdziwe życie, ukryte za fasadą fikcji. Film z kluczem, gdzie „klucz” odnosi się do procesu zamiany nazwisk prawdziwych na fikcyjne. Jest to filmowy odpowiednik dla „roman à clef” (powieść z kluczem), co jest literackim, prawdopodobnie oryginalnym ekwiwalentem.

## Ważniejsze filmyà clef
- 8½ (1963) – oparty na doświadczeniu cierpienia Federica Felliniego z powodu zaniku inwencji twórczej.
- Annie Hall (1977) – uznawany za swoistą wersję relacji Woody’ego Allena z Diane Keaton (której prawdziwe nazwisko brzmi Diane Hall). Reżyser jednak zaprzecza tym przypuszczeniom[2].
- Obywatel Kane (1941) – lekko zatuszowany film biograficzny o Williamie Randolphie Hearście.
- Festen (1998) – oparty na podstawie rzekomo prawdziwej historii jaką reżyser Thomas Vinterberg usłyszał w duńskim radio.
- Magnolia (1999) – luźno zainspirowany przez doświadczenie Paula Thomasa Andersona radzącego sobie ze śmiercią ojca, umierającego na raka.
- Adaptacja (2002) – część filmu została zaadaptowana z książki Susan Orlean The Orchid Thief, większość filmu jest jednak zbeletryzowaną relacją trudności Charliego Kaufmana przeniesienia książki na papier scenariusza.
- Guru (2007) – na podstawie praktyk biznesowych i awansu Dhirubhaiego Ambaniego.
- Ostatni samuraj (2003) – zainspirowany buntem w prowincji Satsuma w 1876 roku, a także Jules’em Brunetem, francuskim kapitanem armii, który walczył podczas wojny boshin.
- Między słowami (2003) – postać Charlotte i Johna są oparte luźno prawdopodobnie na historii reżyserki Sofii Coppoli i jej byłego męża Spike’a Jonze’a[3].
- Podwodne życie ze Steve’em Zissou (2004) – film przedstawia bohatera wzorującego się częściowo na Jacques’u Cousteau.
- Barwy kampanii (1998) – wyraźna aluzja do kampanii prezydenckiej Billa Clintona w 1992 roku.
- Szeregowiec Ryan (1998) – film oparty na historii braci Niland.
- Dreamgirls (2006) – przedstawiona kariera zespołu The Supremes.
- Ostatnie dni (2005) – lekko ukryta dramatyzowana adaptacja ostatnich dni życia amerykańskiego muzyka Kurta Cobaina[4].
- I’m Not There. Gdzie indziej jestem (2007) – seria historii luźno zainspirowanych życiem amerykańskiego muzyka Boba Dylana.
- Alpha Dog (2006) – przedstawia relacje z życia Jessego Jamesa Hollywooda i morderstwa Nicholasa Markowitza.
- Withnail i ja (1987) – zilustrowane losy reżysera Bruce’a Robinsona (w filmie jako „ja”, przedstawione przez Paula McGanna), i jego przyjaciela Viviana MacKerrella (w filmie jako „Withnail”, zagranego przez Richarda E. Granta).
- Kasyno (1995) – historia Franka Rosenthala i nieistniejącego obecnie kasyna Stardust[5].
- Diabeł ubiera się u Prady (2006) – kariera redaktor naczelnej kobiecego magazynu Vogue Anny Wintour.
- Idol (1998) – zobrazowana ścieżka kariery Davida Bowiego.
- American Hustle (2013) – historia operacji Abscam prowadzonej przez Federalne Biuro Śledcze.
- Diva (1981) – początki kariery sopranistki Jessye Norman.